# Le Hamel (Somme)
Pour les articles homonymes, voir Le Hamel.
Le Hamel est une commune française située dans le département de la Somme en région Hauts-de-France.

## Géographie

### Localisation
La commune se trouve à proximité de la vallée de la Somme, à 25 km environ à l'est d'Amiens. Elle est située sur le plateau du Santerre, peu boisé et de faible altitude.

#### Communes limitrophes
|                   | Sailly-le-Sec      |                  |
| Vaire-sous-Corbie | Hamel              | Lamotte-Warfusée |
|                   | Villers-Bretonneux |                  |

### Nature du sol et du sous-sol
Le sous-sol de la commune est de nature calcaire au centre et au sud, il est tourbeux au nord.

### Relief, paysage, végétation
Le relief de la commune est celui d'un plateau, le plateau du Santerre, à l'ouest où l'altitude culmine à 66 mètres. Au nord, le paysage est celui d'une vallée, la vallée de la Somme. La vallée est composée d'étangs d'où l'on extrayait de la tourbe.
Le bois de Vaire d'une superficie de 31,02 ha s'étend également sur le territoire de la commune du Hamel. Il est répertorié en tant que Zone naturelle d'intérêt écologique, faunistique et floristique (Znieff) continentale de type 1 sous le numéro : 22 0013 997.

### Hydrographie

#### Réseau hydrographique
La commune est située dans le bassin Artois-Picardie. Elle est drainée par la Somme canalisée.
Le canal de la Somme, construit entre 1770 et 1827, et mis au gabarit Freycinet en 1880, est long 170 km. Il débute à Saint-Simon où il touche au canal de Saint-Quentin et débouche dans la baie de Somme.

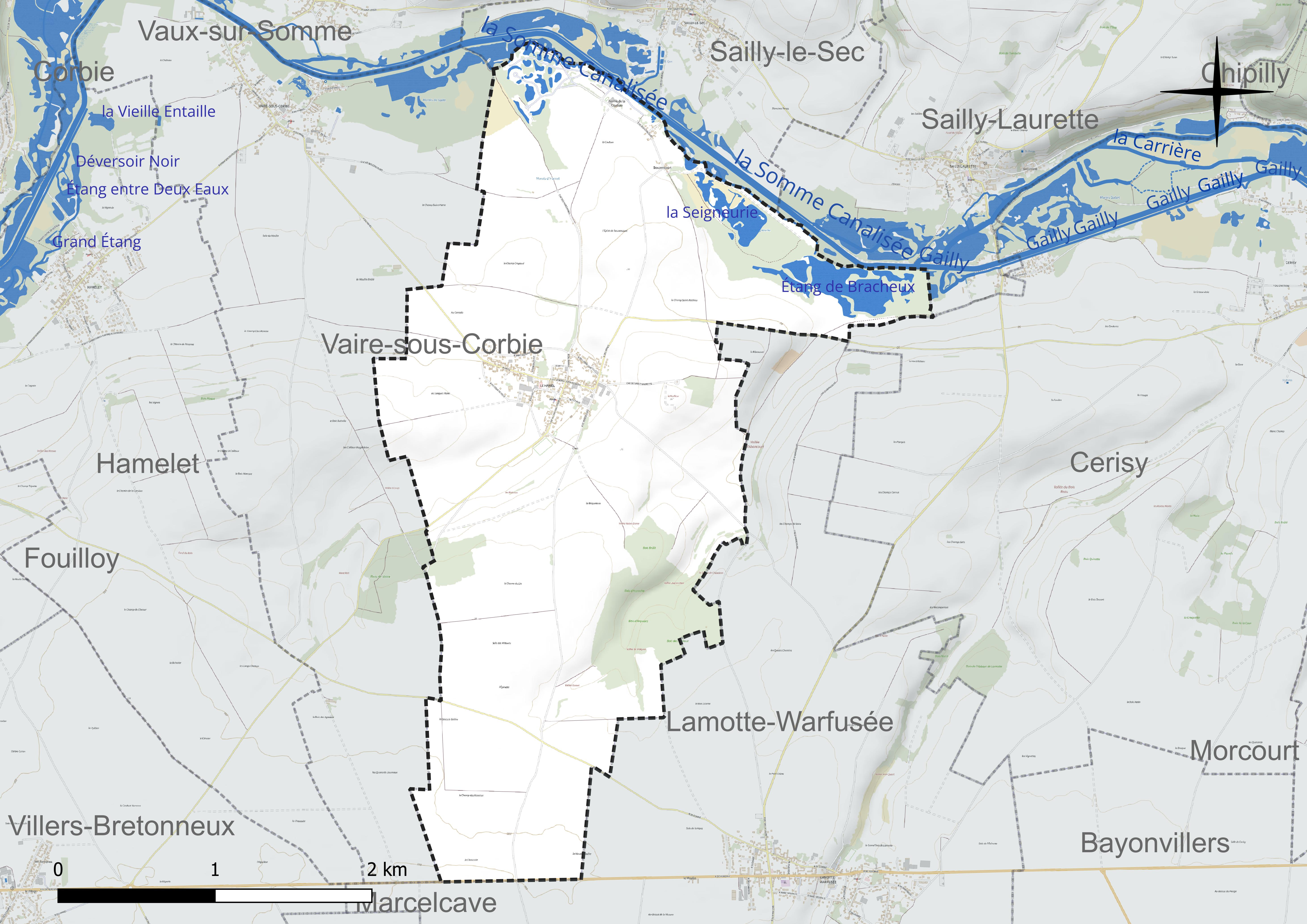
Réseau hydrographique du Hamel.

Deux plans d'eau complètent le réseau hydrographique : la Seigneurie (4,2 ha) et l'étang de Bracheux (14,8 ha),.

#### Gestion et qualité des eaux
Le territoire communal est couvert par le schéma d'aménagement et de gestion des eaux (SAGE) « Haute Somme ». Ce document de planification concerne un territoire de 1 798 km2 de superficie, délimité par le bassin versant de la Haute Somme est constitué d'un réseau hydrographique complexe de cours d'eau, de marais, d'étangs et de canaux. Le périmètre a été arrêté le 21 avril 2006 et le SAGE proprement dit a été approuvé le 15 juin 2017. La structure porteuse de l'élaboration et de la mise en œuvre est le syndicat mixte d'aménagement hydraulique du bassin versant de la Somme (AMEVA).
La qualité des cours d'eau peut être consultée sur un site dédié géré par les agences de l'eau et l'Agence française pour la biodiversité.

### Climat
Pour des articles plus généraux, voir Climat des Hauts-de-France et Climat de la Somme.
En 2010, le climat de la commune est de type climat océanique dégradé des plaines du Centre et du Nord, selon une étude du CNRS s'appuyant sur une série de données couvrant la période 1971-2000. En 2020, Météo-France publie une typologie des climats de la France métropolitaine dans laquelle la commune est exposée à un climat océanique et est dans la région climatique Nord-est du bassin Parisien, caractérisée par un ensoleillement médiocre, une pluviométrie moyenne régulièrement répartie au cours de l'année et un hiver froid (3 °C).
Pour la période 1971-2000, la température annuelle moyenne est de 10,5 °C, avec une amplitude thermique annuelle de 14,2 °C. Le cumul annuel moyen de précipitations est de 737 mm, avec 11,5 jours de précipitations en janvier et 8,7 jours en juillet. Pour la période 1991-2020, la température moyenne annuelle observée sur la station météorologique la plus proche, située sur la commune de Méaulte à 11 km à vol d'oiseau, est de 10,7 °C et le cumul annuel moyen de précipitations est de 730,3 mm,. Pour l'avenir, les paramètres climatiques de la commune estimés pour 2050 selon différents scénarios d'émission de gaz à effet de serre sont consultables sur un site dédié publié par Météo-France en novembre 2022.

## Urbanisme

### Typologie
Au 1er janvier 2024, Le Hamel est catégorisée commune rurale à habitat dispersé, selon la nouvelle grille communale de densité à sept niveaux définie par l'Insee en 2022.
Elle est située hors unité urbaine. Par ailleurs la commune fait partie de l'aire d'attraction d'Amiens, dont elle est une commune de la couronne,. Cette aire, qui regroupe 369 communes, est catégorisée dans les aires de 200 000 à moins de 700 000 habitants,.

### Occupation des sols
L'occupation des sols de la commune, telle qu'elle ressort de la base de données européenne d'occupation biophysique des sols Corine Land Cover (CLC), est marquée par l'importance des territoires agricoles (82,2 % en 2018), une proportion sensiblement équivalente à celle de 1990 (82,4 %). La répartition détaillée en 2018 est la suivante : 
terres arables (80,6 %), forêts (8,6 %), eaux continentales (3,7 %), zones urbanisées (3,3 %), milieux à végétation arbustive et/ou herbacée (2,2 %), zones agricoles hétérogènes (1,5 %). L'évolution de l'occupation des sols de la commune et de ses infrastructures peut être observée sur les différentes représentations cartographiques du territoire : la carte de Cassini (XVIIIe siècle), la carte d'état-major (1820-1866) et les cartes ou photos aériennes de l'IGN pour la période actuelle (1950 à aujourd'hui).

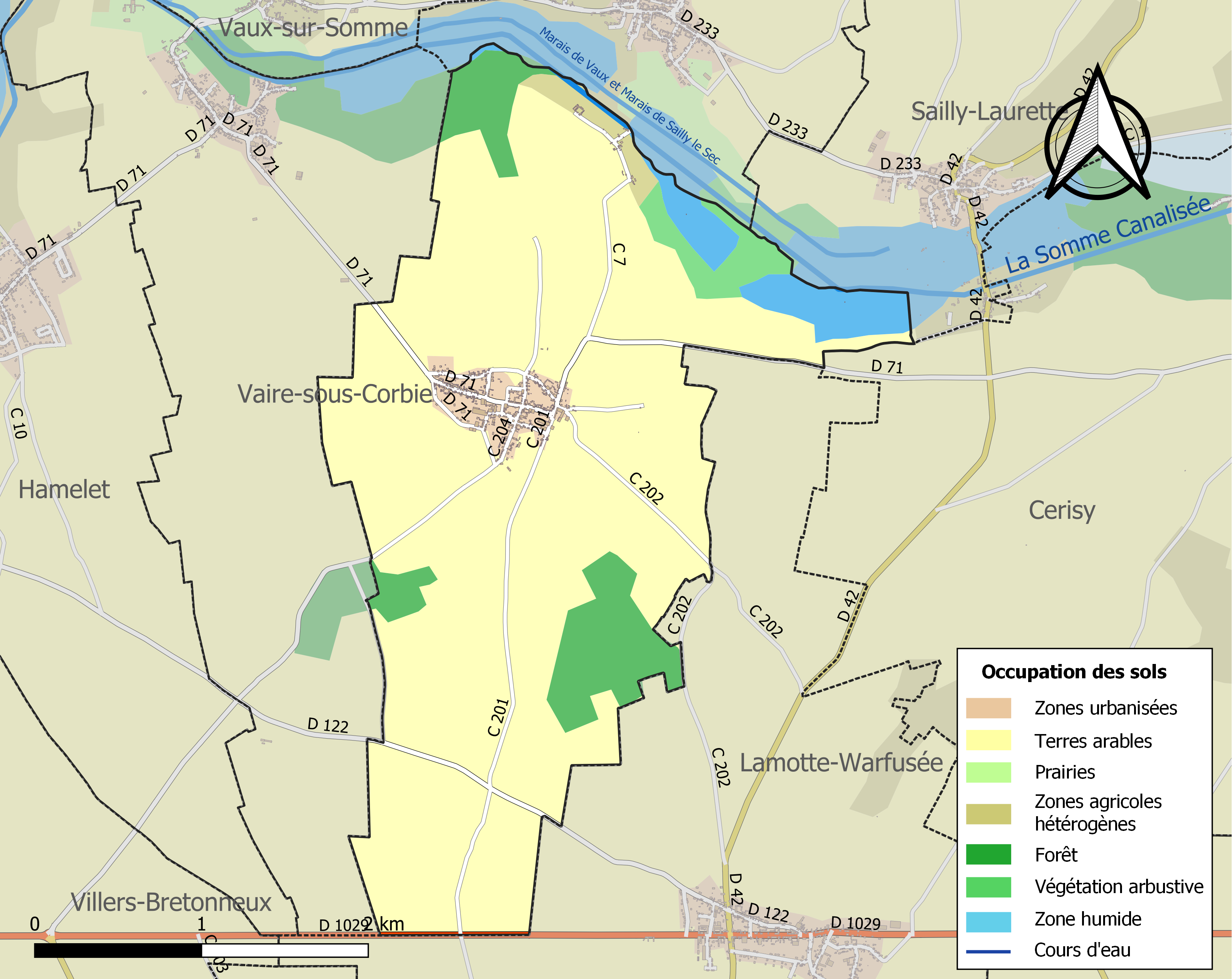
Carte des infrastructures et de l'occupation des sols de la commune en 2018 (CLC).

### Habitat
La commune est composée de deux agglomérations : le chef-lieu, agglomération la plus peuplée et Bouzencourt qui est un hameau situé à la lisière nord de la commune le long du canal de la Somme.

### Voies de communication et transports
Le village est accessible depuis l'autoroute A29, sortie 52 (Villers-Bretonneux).

## Toponymie
Le nom de la localité est attesté sous la forme latinisée Hamellus en 1108. La commune se nommait autrefois Hamel-Fortmanoir, et Bouzencourt était une entité indépendante. À la fin du XIXe siècle, elle se nommait Hamel-Bouzencourt, elle se nomme aujourd'hui, Le Hamel. C'est pourquoi l'article défini Le est souvent omis localement.
Hamel est l'ancien singulier de hameaux, qui s'est conservé comme forme dialectale en normand et en picard. Hamel est plus spécifiquement un diminutif de l'ancien français septentrional ham « village » (cf. Ham (Somme)), dérivé avec le suffixe gallo-roman -ELLU > -el qui signifiait, en ancien français, « petit village ».

## Histoire

### Antiquité
Des armes, médailles, poteries et tombeaux datant de l'Antiquité ont été retrouvés sur le territoire de la commune.

### Moyen Âge
La terre du Hamel relevait au Moyen Âge de la puissante abbaye de Corbie.
La première mention d'un seigneur du Hamel date du XIIe siècle (1184). En 1385, Simon du Hamel obtint une lettre de rémission du roi Jean II le Bon après le siège du château de Chilly. En 1392, Pierre du Hamel fut amnistié par le roi Charles VI après des violences commises.
Le Hamel et Bouzencourt possédaient un château fort. On voyait encore, à la fin du XIXe siècle, l'emplacement du donjon.
Le bourg fut ravagé à plusieurs reprises : en 1415 au moment du passage des troupes anglaises se rendant à Azincourt à la fin du XVe siècle, par l'armée de Charles le Téméraire, puis par celle de Louis XI.

### Époque moderne
En 1585, la seigneurie du Hamel passa par mariage à Charles Lefort.
En 1636, lors du siège de Corbie, le village et le château du Hamel furent incendiés par les Espagnols.

### Époque contemporaine
En 1816, on nota le passage de Cosaques au Hamel après la défaite de Waterloo et l'occupation de la France par les puissances européennes coalisées.
En 1871, Le Hamel fut occupée par les Bavarois après la défaite française.
À la fin du XIXe siècle, Hamel-Bouzencourt était une localité qui connaissait une certaine activité industrielle. Une usine employant environ 120 personnes fabriquait du velours de coton et du linge de table. Il existait aussi trois ateliers de bonneterie et le travail à domicile était pratiqué dans la commune.

#### Première Guerre mondiale
Le village fut l'un des lieux décisifs de la Première Guerre mondiale pendant laquelle il fut de nouveau en grande partie détruit. En effet, la bataille du Hamel du 4 juillet 1918 constitue un prélude à l'offensive du 8 août 1918.
Le village fut reconstruit durant l'entre-deux-guerres.

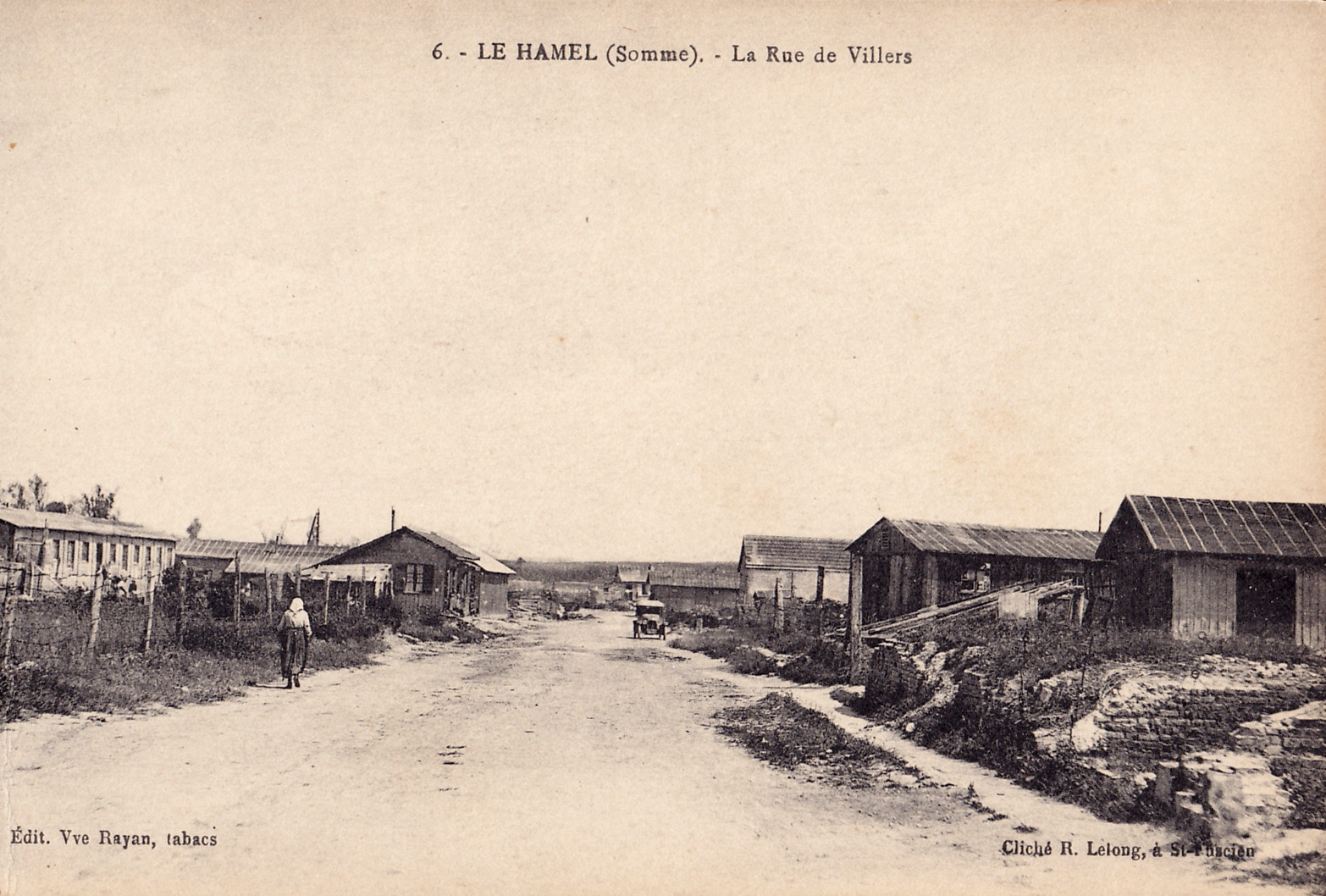
Le village, réduit à des baraquements, dans l'entre-deux-guerres.

#### Seconde Guerre mondiale
Le Hamel fut le théâtre d'affrontement pendant la campagne de France de 1940, au cours de la bataille d'Amiens, à laquelle participa la 4e division d'infanterie coloniale. Une plaque commémorative sur la place de la mairie rappelle ce fait d'armes.

## Politique et administration

### Administration locale
Le Hamel  est membre de la communauté de communes du Val de Somme, un établissement public de coopération intercommunale (EPCI) à fiscalité propre créé fin 1993 et auquel la commune a transféré un certain nombre de ses compétences, dans les conditions déterminées par le code général des collectivités territoriales.

### Liste des maires
| Période                                  | Période                      | Identité         | Étiquette | Qualité                                                                           |
| ---------------------------------------- | ---------------------------- | ---------------- | --------- | --------------------------------------------------------------------------------- |
| Les données manquantes sont à compléter. |                              |                  |           |                                                                                   |
| 1983                                     | 2001                         | Alphonse Roussel |           |                                                                                   |
| mars 2001                                | En cours (au 8 octobre 2020) | Stéphane Chevin  | SE        | Vice-président de la CC du Val de Somme (2014 → ) Réélu pour le mandat 2020-2026, |

## Population et société

### Démographie
L'évolution du nombre d'habitants est connue à travers les recensements de la population effectués dans la commune depuis 1793. Pour les communes de moins de 10 000 habitants, une enquête de recensement portant sur toute la population est réalisée tous les cinq ans, les populations de référence des années intermédiaires étant quant à elles estimées par interpolation ou extrapolation. Pour la commune, le premier recensement exhaustif entrant dans le cadre du nouveau dispositif a été réalisé en 2008.

En 2022, la commune comptait 488 habitants, en évolution de −3,17 % par rapport à 2016 (Somme : −1,26 %, France hors Mayotte : +2,11 %).
| 1793 | 1800 | 1806 | 1821 | 1831 | 1836  | 1841  | 1846  | 1851  |
| ---- | ---- | ---- | ---- | ---- | ----- | ----- | ----- | ----- |
| 595  | 622  | 736  | 842  | 960  | 1 017 | 1 063 | 1 108 | 1 256 |

| 1856  | 1861  | 1866  | 1872 | 1876 | 1881 | 1886 | 1891 | 1896 |
| ----- | ----- | ----- | ---- | ---- | ---- | ---- | ---- | ---- |
| 1 146 | 1 112 | 1 070 | 993  | 961  | 949  | 911  | 927  | 844  |

| 1901 | 1906 | 1911 | 1921 | 1926 | 1931 | 1936 | 1946 | 1954 |
| ---- | ---- | ---- | ---- | ---- | ---- | ---- | ---- | ---- |
| 869  | 799  | 621  | 386  | 484  | 526  | 466  | 453  | 495  |

| 1962 | 1968 | 1975 | 1982 | 1990 | 1999 | 2006 | 2008 | 2013 |
| ---- | ---- | ---- | ---- | ---- | ---- | ---- | ---- | ---- |
| 448  | 472  | 469  | 451  | 489  | 519  | 521  | 521  | 510  |

| 2018 | 2022 | - | - | - | - | - | - | - |
| ---- | ---- | - | - | - | - | - | - | - |
| 498  | 488  | - | - | - | - | - | - | - |

### Enseignement
La commune possède une école primaire dans le cadre du regroupement pédagogique intercommunal (RPI) de Vaux-sur-Somme, Vaire-sous-Corbie, Hamelet et Le Hamel. Pour l'année scolaire 2024-2025, le RPI compte 128 élèves pour six classes.

### Sports
- L'association sportive Olympique Le Hamel a vu le jour en avril 1993. Le club de football aligne des équipes en prom 1re, 3e, 5e divisions[30].

### Lieux de cultes
- Culte catholique : église Saint-Médard au Hamel.

## Économie

### Activités économiques et de services
Les activités économiques sont encore dominées par l'agriculture mais la commune a gardé une petite activité commerciale et artisanale.

## Culture locale et patrimoine

### Lieux et monuments

#### Mémorial australienAustralian Corps Mémorial
L'Australian Corps Mémorial du Hamel été construit, à l'initiative du Gouvernement australien, à la mémoire des soldats australiens qui ont servi dans l'Australian Corps de France pendant la Grande Guerre. Créé en 1917, ce corps d'armée était composé de cinq divisions qui avaient servi en France et en Belgique depuis 1916.
- Stèle de la bataille du Hamel.

#### Église Saint-Médard
L'église Saint-Médard, reconstruite après la Première Guerre mondiale et conservant l'autel du XVIIIe siècle de l'édifice antérieur, ainsi qu'une chaire en pierre et métal et un confessionnal dans le style Art déco, œuvres de Gérard Ansart du XXe siècle, protégés au titre des Monuments historique.

#### Autres monuments
- Anciens bâtiments industriels du Tissage Chevallier, reconstruits après la Première Guerre mondiale[33].
- Chapelle Saint-Roch. Construite après une épidémie de choléra en 1860[34].
- Chapelle de Bouzencourt. Elle remplace une chapelle plus ancienne, détruite à la Révolution. La dernière restauration date de 1987[34].

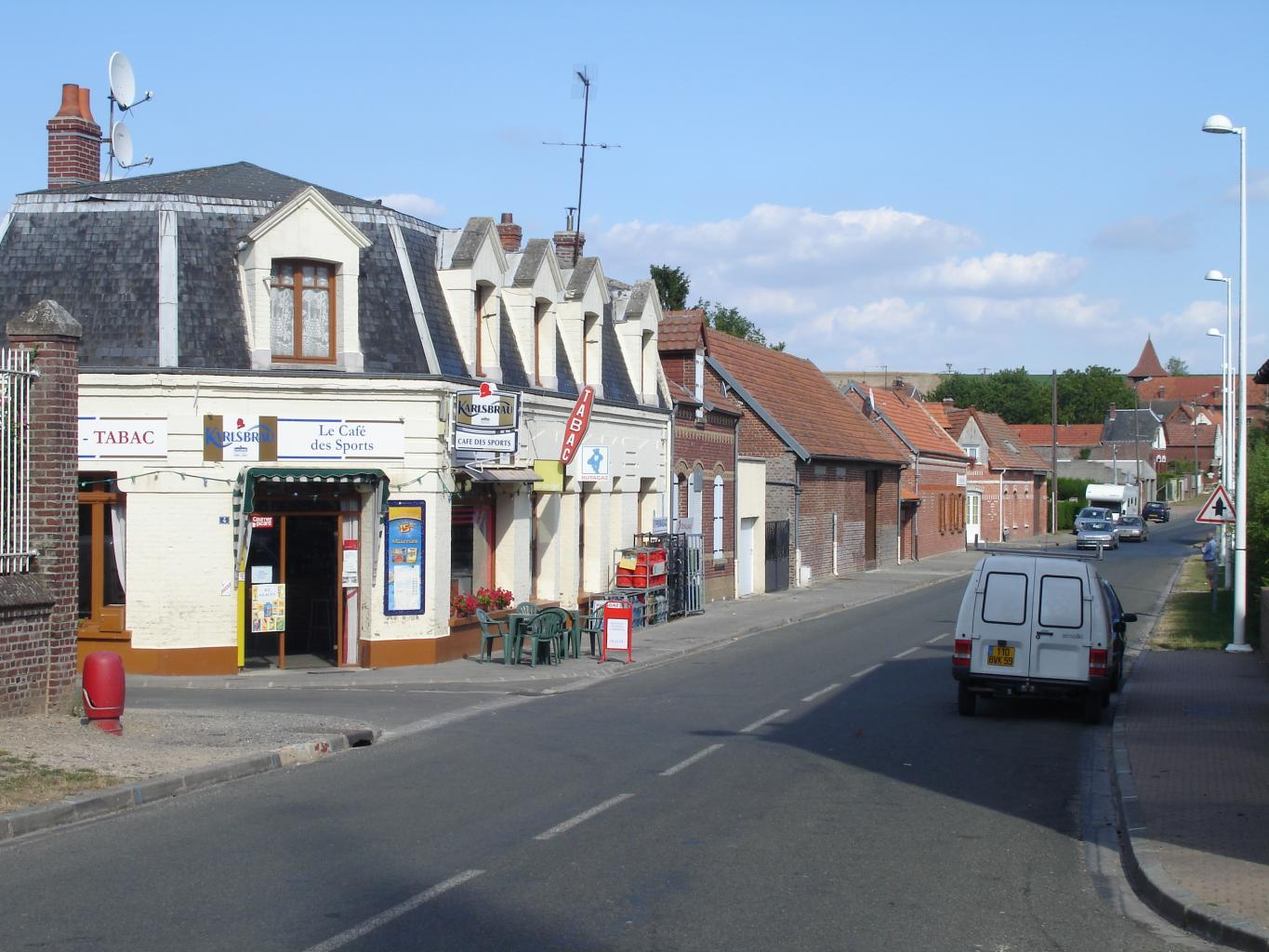
La Grande-rue en 2006.
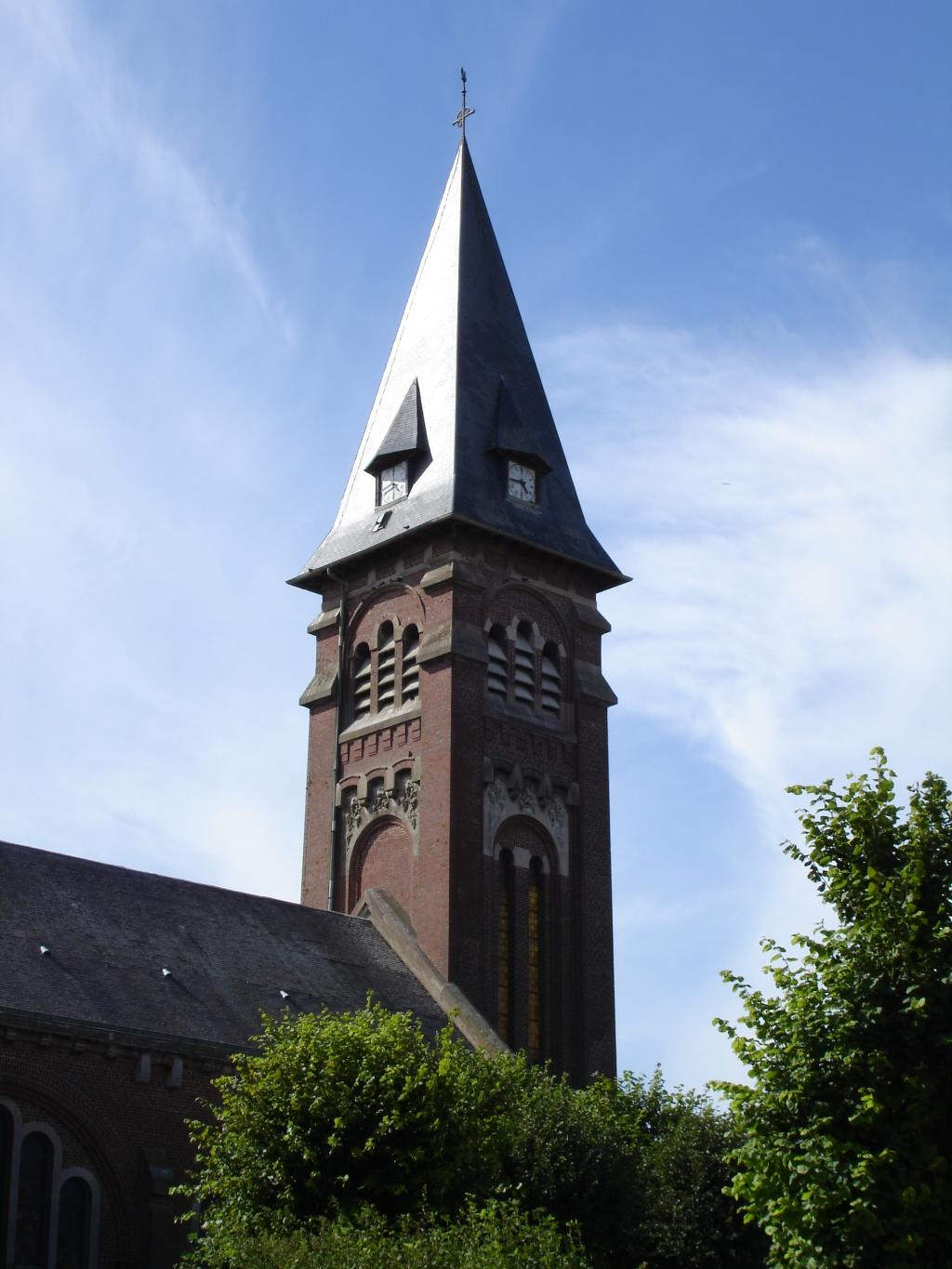
Clocher de l'église en 2006.
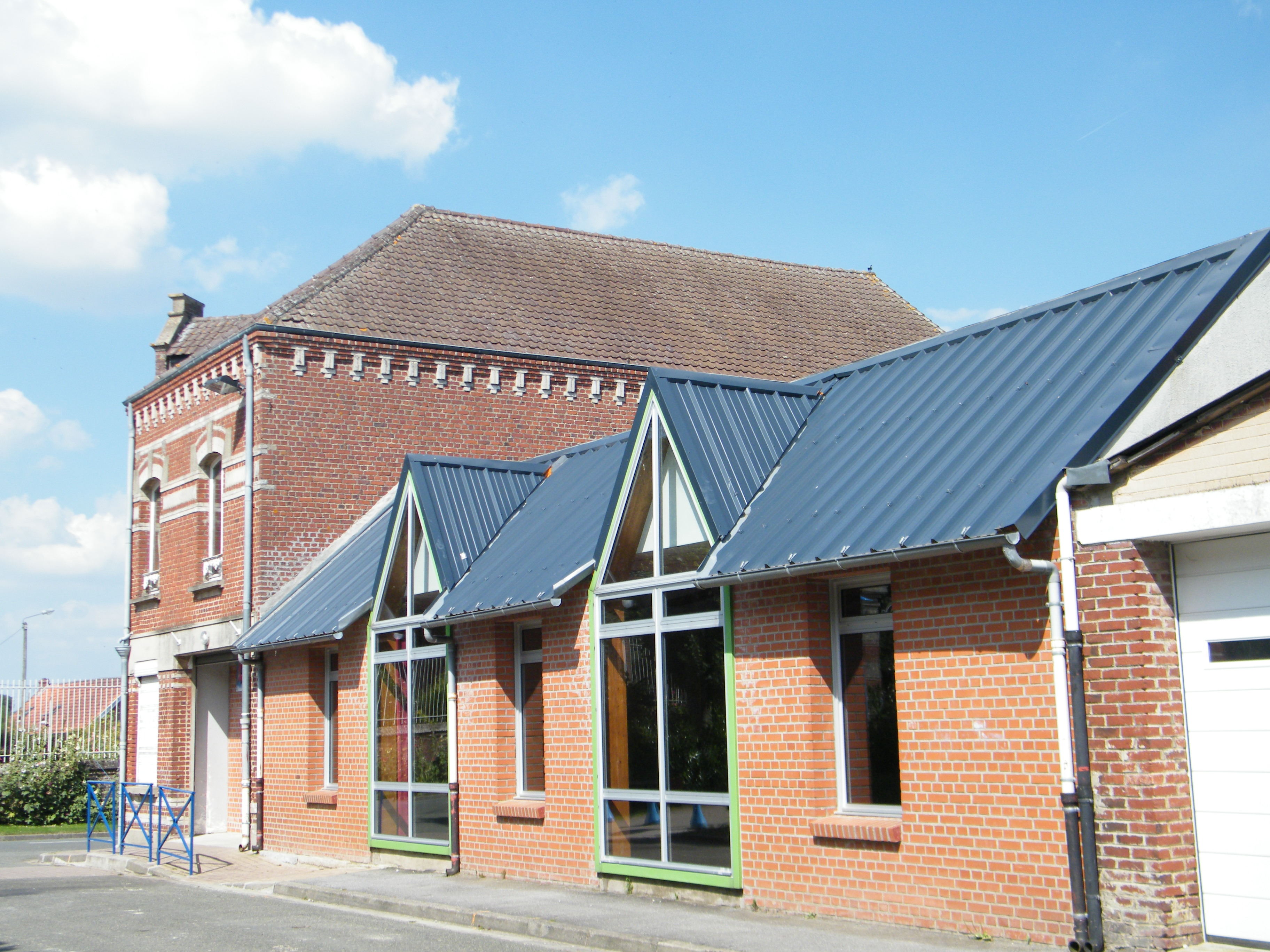
Bâtiments communaux, près de l'église, en 2014.
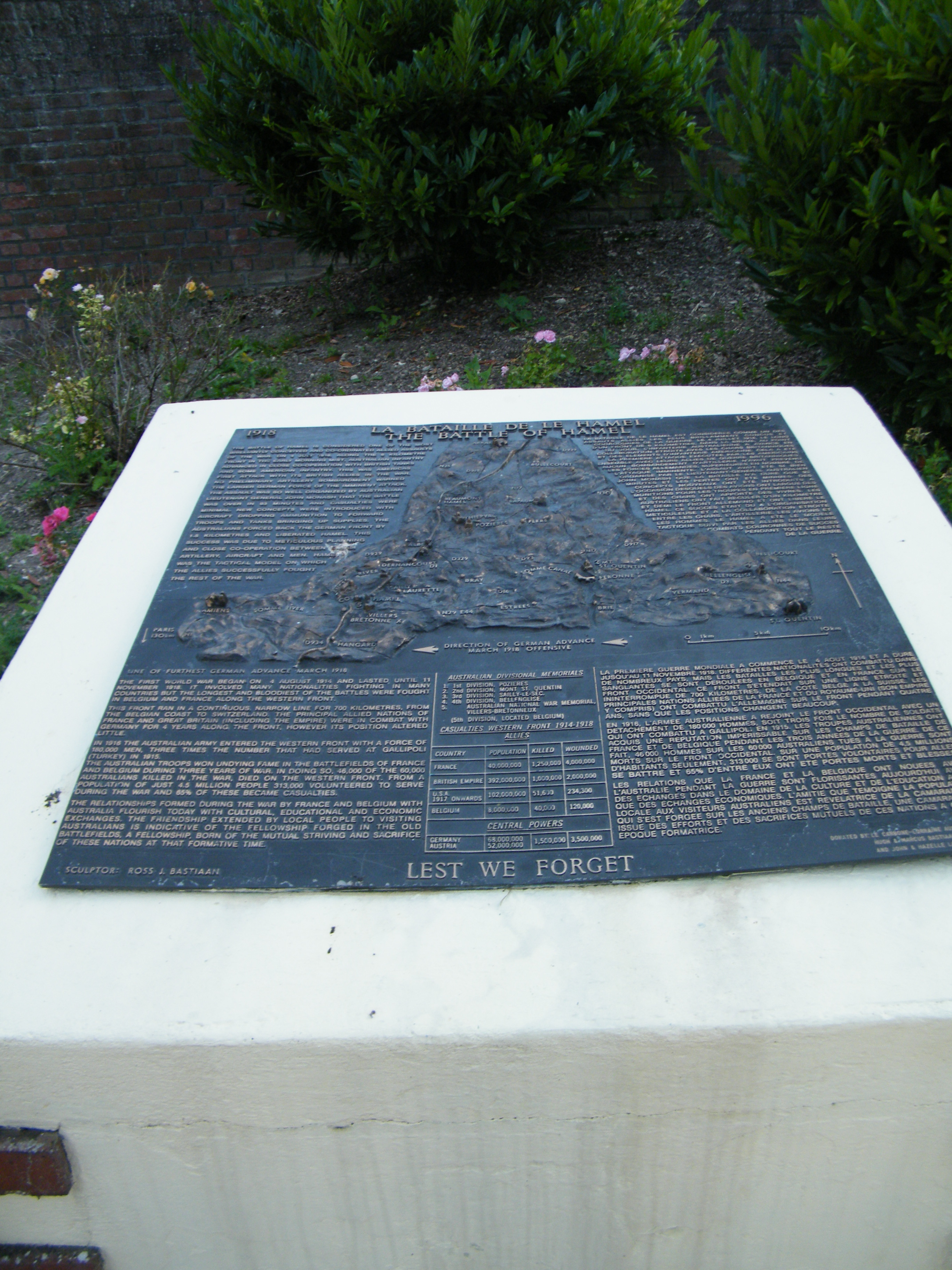
Stèle de la bataille du Hamel.
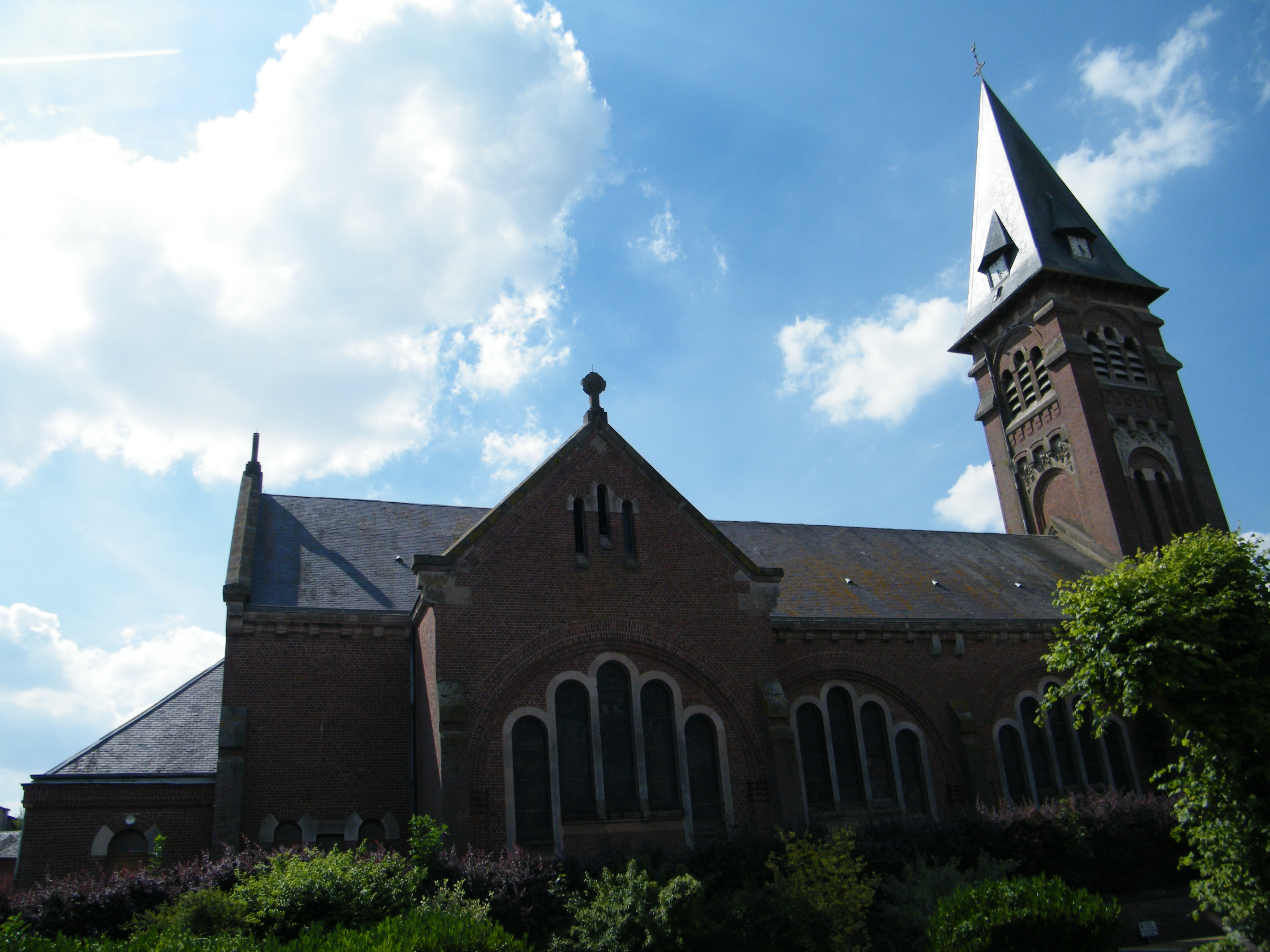
Autre vue de Saint-Médard, en 2014.

### Héraldique
|  | En juin 2017, la commune a relevé les armes de la famille du Hamel seigneur du lieu du XIIIe au XVIIe siècle. Blasonnement : - d'argent à la bande de sable chargée de trois flanchis d'or. |

### Personnalités liées à la commune
- Pierre Douchet (1745-1818), homme politique né et décédé au Hamel, député du tiers état  aux États généraux de 1789.

## Pour approfondir